# Нордін Якерс
Нордін Якерс (нід. Nordin Jackers, нар. 5 вересня 1997, Ланаен) — бельгійський футболіст, воротар клубу «Брюгге». Виступав також за низку бельгійських клубів. Дворазовий чемпіон Бельгії. Володар Суперкубка Бельгії.

## Клубна кар'єра
Народився 5 вересня 1997 року в місті Ланаен, та є вихованцем футбольної школи клубу «Генк». Професійну футбольну кар'єру розпочав 2015 року в основній команді клубу «Генк», в якій грав до 2019 року, проте основним воротарем так і не став, та зіграв лише в 7 матчах чемпіонату, хоча й став за цей час чемпіоном чемпіоном Бельгії та володарем Суперкубка Бельгії. У 2019 році воротаря відправили в оренду до клубу «Васланд-Беверен», де він став основним голкіпером, а за рік став гравцем клубу вже на умовах постійного контракту. У 2022—2023 роках Якерс грав у клубі «Ауд-Геверле», проте так і не зіграв у його складі жодного матчу. З 2023 року футболіст грає у складі клубу «Брюгге», де також є запасним воротарем. У складі «Брюгге» в сезоні 2023—2024 років удруге став чемпіоном Бельгії.

## Виступи за збірні
2012 року Нордін Якерс дебютував у складі юнацької збірної Бельгії, загалом на юнацькому рівні взяв участь у 19 іграх, пропустивши 27 голів. Протягом 2017—2019 років футболіст залучався до складу молодіжної збірної Бельгії. На молодіжному рівні зіграв у 12 офіційних матчах, пропустив 14 голів.

## Титули і досягнення
- Чемпіон Бельгії (2):

«Генк»: 2018–2019
«Брюгге»: 2023–2024
- Володар Суперкубка Бельгії (2):

«Генк»: 2019
«Брюгге»: 2025
- Володар Кубка Бельгії (1):

«Брюгге»: 2024–2025